# ATC Zero
ATC Zero (Air Traffic Control Zero) ist ein Begriff der U.S. Federal Aviation Administration (FAA), der aussagt, dass der Tower bzw. die zuständigen Fluglotsen nicht mehr in der Lage sind, die Flugsicherung in einem bestimmten Luftraum bereitzustellen.

## Verwendung
Der Begriff wird immer in Verbindung mit einer Einrichtung oder einem Luftraum verwendet. Zu den Einrichtungen gehören die Air Route Traffic Control Centers (ARTCC), Terminal Radar Control Facility (TRACON), Air Traffic Control Tower (ATCT), Flight Service Stations (FSS) oder die Air Traffic Control System Command Center (ATCSCC) (englisch). Der Begriff ist in der FAA Order JO 1900.47, Air Traffic Control Operational Contingency Plans, definiert. Es ist eine von drei Bezeichnungen, die von der Flugsicherung verwendet werden, um verschlechterte Abläufe zu beschreiben und operative Notfallpläne aufzurufen.

### Verwendungsbeispiele
Beispiele für Ereignisse, die zu einer Verschlechterung der Flugsicherung führen können, sind:
- Technische Systemausfälle
- fehlerhafte Bauarbeiten
- Hurrikans
- Tornados
- Überschwemmungen
- Waldbrände
- Erdbeben
- Terroranschläge
- Krieg

Durch die COVID-19-Pandemie ist es bereits zu ATC-Zero Vorfällen gekommen, da Mitarbeiter eines Towers positiv auf COVID-19 getestet wurden.

## Auswirkungen auf den Flugverkehr
Unter ATC Zero-Bedingungen wird der normale Flugbetrieb ausgesetzt. Die Restfähigkeiten bestimmen, welche Art von Flügen fortgesetzt werden können. Flüge unter Instrumentenflugregeln sind nicht zulässig, da eine sichere Trennung unter ATC Zero nicht gewährleistet werden kann. Wenn die Wetterbedingungen es zulassen, können Sichtflugflüge fortgesetzt werden, wenn sie keine Auswirkungen auf Militär- oder Notfallflüge haben. Die ATC-Nullbedingung und alle weiteren spezifischen Einschränkungen werden von der FAA als Temporary Flight Restriction (TFR) für den betreffenden Luftraum veröffentlicht. Die TFR würde angeben, welche Flugzeuge in den betroffenen Luftraum eingelassen werden (z. B. Militär, Ersthelfer, Feuerwehr, Überwachung) und unter welchen Einschränkungen und Anforderungen diese Flüge betrieben werden können.
Wenn ATC-Zero deklariert wird, kann es erforderlich sein, dass Flugzeuge, die zu einem Ziel innerhalb des betroffenen Luftraums fliegen, zu einer alternativen oder umgeleiteten Route um den betroffenen Luftraum umgeleitet werden. Piloten, die sich bereits im betroffenen Luftraum befinden, würden zu Sichtflug-Verfahren übergehen, ihre letzte Freigabe so weit wie möglich beibehalten (Flugbahn, Höhe, Fluggeschwindigkeit, Kurs), versuchen, eine Verbindung mit anderen Flugzeugen oder Bodenanlagen herzustellen, um eine prozedurale Selbsttrennung zu bewirken und dann, wenn möglich, beschließen, außerhalb des betroffenen Luftraums zu landen oder weiterzufliegen.

## Herkunft
ATC Zero wird als Reaktion auf ein Ereignis deklariert, wenn festgestellt wird, dass die Kontrollstelle oder ein wesentlicher Teil davon nicht in der Lage ist, die Flugsicherungsdienste sicher bereitzustellen oder das Verkehrsflussmanagement durchzuführen. Alle der veröffentlichten Dienste könnten durch eine natürliche oder vorsätzliche Handlung beeinträchtigt werden, die zu einer kurz- oder langfristigen Verschlechterung der ATC-Dienste führt.